# Nouveau système d'exploitation des trains
Pour les articles homonymes, voir Next et NExTEO (homonymie).
Le nouveau système d'exploitation des trains Est-Ouest (NExTEO) est un système de gestion des trains et d'aide à la conduite développé par SNCF Réseau, SNCF Voyageurs et avec la participation de la RATP, destiné à la ligne E du RER. Une nouvelle version, qui en reprend les principes fonctionnels et nommée "NExTEO BD", est développée pour la ligne B entre Sevran et Robinson/Saint-Rémy-lès-Chevreuse et pour la ligne D entre Saint-Denis et Villeneuve-Saint-Georges. NExTEO et NExTEO BD correspondent à une semi-automatisation de l'exploitation, avec présence d'un conducteur (niveau 2 d'automatisation). Ces systèmes NExTEO sont conçus pour être mis en œuvre en milieu ouvert, avec des matériels roulants interopérables. Ils sont considérés au niveau de la réglementation européenne comme système de signalisation de classe B.

## Fonctionnement
NExTEO est un système de contrôle des trains basé sur la communication (CBTC), reposant sur le principe d'une communication continue entre les trains et des calculateurs centraux de gestion du trafic (ATC). Il assurera l'espacement des trains, le contrôle d'énergie et de vitesse, le pilotage et les retournements automatiques, ainsi que contribuera à l'information voyageurs. L'optimisation de la conduite par NExTEO doit déboucher sur une réduction de 180 à 108 secondes de l'intervalle minimal entre chaque train, offrant la possibilité de passer de 16 à 22 trains par heure sur la ligne E.
Pour ce projet, SNCF Réseau s'est uni à la RATP, qui apporte son expertise sur les lignes de métro automatiques et en cours d'automatisation, mais aussi pour définir en commun le cahier des charges pour le déploiement futur de NExTEO sur les autres lignes du RER.

## Périmètre
Le système sera adapté aux trains Transilien, y compris ceux du RER gérés par la SNCF, ainsi qu'à la partie du RER B gérée par la RATP. Ce système devrait permettre une augmentation du débit de 25 % par rapport à une signalisation classique à cantons fixes et des opérations de conduite automatisées. L'objectif est de pouvoir atteindre un trafic de 40 trains par heure et par sens, grâce notamment à une augmentation de la vitesse des trains et à une diminution de l'intervalle entre deux trains.

## Commande et déploiement
Le 10 février 2016, la SNCF retient le consortium Siemens et Atos qui déploiera le système de signalisation sur le tronçon central du RER E (entre la gare de Nanterre-La Folie et la gare Rosa-Parks) associé à un  système de supervision dénommé ATS+. Le système devrait être prêt pour le prolongement du RER E vers l'ouest en avril 2024. Ce système équipera les nouvelles rames RER NG version 112 m de la ligne E.
Un second marché aurait pu être lancé en janvier 2020 pour le déploiement sur les sections centrales des lignes du RER B et du RER D, c'est-à-dire  entre les gares de Sevran-Beaudottes et Sevran - Livry, au nord, et les gares de Robinson et Saint-Rémy-lès-Chevreuse, au sud, pour le RER B, d'une part, ainsi qu'entre la gare du Stade de France - Saint-Denis et celle de Villeneuve-Saint-Georges pour le RER D, d'autre part.
SNCF Réseau, dont la priorité est donnée à la construction du CDG Express en banlieue nord de Paris, et en raison de la pandémie de Covid-19 qui remet en question le modèle économique des transports en commun (suspension du versement mobilité liée au chômage partiel, confinement et peur de prendre les transports en commun), décide de retarder l’automatisation des lignes B et D du RER (coût de NExTEO pour ces deux lignes : au moins 900 millions d’euros). Le RER B devait être équipé de NExTEO à l’arrivée des MI 20 (anciennement MI NG) en 2029 et le RER D devait également l'être à l’arrivée des RER NG version 130 m en 2027.
En août 2022, SNCF Réseau a fait savoir qu'il renonce à y déployer NExTEO et qu'il n'y aura donc pas d'augmentation du nombre de rames pouvant circuler dans le tunnel entre Gare du Nord et Châtelet - Les Halles. Luc Lallemand, PDG de la SA SNCF Réseau depuis le 1er mars 2020 , estime qu'« Il y a des risques technologiques forts autour de la semi-automatisation de ces lignes, et, par extension, des risques de surcoûts. Pour lui, il est urgent d’évaluer ceux-ci avant de demander aux industriels de donner leur dernier prix. » Cette position lui coûtera son poste pour cause de « divergences avec l’Etat et avec les élus » et sera remplacé par son adjoint Matthieu Chabanel plus consensuel.
Le projet de déploiement de NExTEO sur les lignes du RER B et du RER D est relancé en octobre 2023 par la région Île-de-France qui adopte un protocole de financement de 1,2 milliard d'euro. Le nouveau calendrier vise une mise en place au 30 avril 2031 sur le tronçon central entre Gare du Nord et Châtelet - Les Halles puis progressivement jusqu'en 2033 pour le reste du périmètre,. En novembre 2023, le groupement RATP, SNCF Réseau et SNCF Voyageurs retient l'offre émise par Alstom Transport qui déploiera le système de signalisation NExTEO, basée sur la solution Urbalis NExTEO, sur les lignes B et D du RER en plusieurs phases successives sur les portions retenues. Ces portions seront complétées ultérieurement par les systèmes de supervision ATS+ en domaine RFN et SAE+ sur le domaine RATP.

## Architecture
Le système NExTEO est déclaré comme système de classe B (i.e. système de signalisation national) au sens des spécifications techniques d'interopérabilité contrôle-commande et signalisation (STI CCS) auprès de l'Agence de l'Union européenne pour les chemins de fer.
A bord des rames, le calculateur de sécurité embarqué NExTEO, installé en voiture centrale, est interfacé avec le calculateur vital ETCS (en anglais : European Vital Computer ou EVC) présent dans chaque cabine de conduite. Ce système NExTEO est considéré comme un équipement de sécurité national (en anglais : Specific Transmission Module ou STM). En niveau de conduite NExTEO, les indications visuelles et sonores sont fournies à l'agent de conduite via l'interface homme-machine ETCS (en anglais : Driver-Machine Interface) placé sur le pupitre de conduite.
Le système de radiocommunication pour NExTEO est redondée et basé sur la technologie WiFi en bande de fréquences 5,8 GHz réservée au CBTC.
L'architecture des équipements du système ATP (en) dépend du fournisseur de la solution technique retenue :
- ligne E : solution de type Trainguard de Siemens Mobility France[b] ;
- lignes B et D : solution de type Urbalis NExTEO d'Alstom Transport.

Le système NExTEO autorise différents modes de conduite, en particulier :
- Conduite en Pilotage Automatique (CPA) qui est gérée par la fonction ATO ;
- Conduite Manuelle Contrôlée (CMC).

Le système d'odométrie NExTEO est basé sur l'exploitation d'eurobalises encodées spécifiquement pour le système NExTEO et positionnées en voie et à quai de façon à permettre le recalage odométrique.
En entrée et sortie de domaine NExTEO, les transitions dynamiques entre NExTEO et le système ATP historique sont gérées par l'EVC et pilotées par Eurobalises. La ligne B est équipée du système ATP KCVP. Les lignes E et D sont équipées du système ATP KVB/KVB-P. Ces systèmes ATP historiques permettent une double signalisation sur le domaine NExTEO en cas de repli. À terme, le système KCVP pourra être désinstallé de la ligne B en raison de son obsolescence.
Sur la ligne E sous niveau de conduite NExTEO, la signalisation latérale conventionnelle est annulée par les postes de signalisation (PRCI, PIPC) et affiche en lieu et place une croix blanche lumineuse. L'agent de conduite reçoit ses consignes de signalisation en cabine via le DMI.
Le système NExTEO autorise la mixité des circulation entre les trains équipés NExTEO et les trains non équipés NExTEO.
Sur le tronçon entre Pantin et Nanterre de la ligne E, pas moins de 150 antennes radio et 900 eurobalises ont été déployées, préalablement aux essais de validation en ligne.

## Base d'essais NExTEO de Gagny
Le projet NExTEO EOLE dispose d'une base d'essais située à Gagny qui est dédiée aux essais de validation du système NExTEO. Elle mesure 2 km environ et permet de faire circuler deux rames d'essais RER NG 112 m en configuration US et UM,.
Elle se situe en dehors du domaine RFN et ne perturbe pas les circulations commerciales voisines.

## Centre de commandement unifié
Pour être pleinement performante, l'exploitation de la ligne E est pilotée depuis un centre de commandement unifié (CCU) situé à Pantin équipé du système ATS+ couvrant la ligne E, y compris le domaine NExTEO du tronçon central. Il regroupe tous les métiers de l'exploitation.
A terme, l'exploitation des lignes B et D, y compris pour le domaine NExTEO, sera également pilotée depuis un centre de commandement unifié commun aux deux lignes et équipé des systèmes ATS+ et SAE+ avec les personnels de l'exploitation de RATP et de SNCF. Initialement le CCU des lignes B et D était intégré au projet de rénovation de la gare de Paris-Nord, qui a été abandonné en septembre 2021 par SNCF, son emplacement futur sera décidé ultérieurement.